# Noyellette
Noyellette är en kommun i departementet Pas-de-Calais i regionen Hauts-de-France i norra Frankrike. Kommunen ligger i kantonen Avesnes-le-Comte som tillhör arrondissementet Arras. År 2022 hade Noyellette 156 invånare.

## Befolkningsutveckling
Antalet invånare i kommunen Noyellette
| Referens: INSEE |